# Viva Piñata (série télévisée d'animation)
Viva Piñata est une série télévisée d'animation américano-canadienne créée d'après le jeu vidéo éponyme, de 52 épisodes en 22 minutes, diffusée à partir du 26 août 2006 sur YTV et le 9 septembre 2006 sur 4Kids TV puis diffusé sur The CW4Kids. En France, elle a été diffusée sur Canal J à partir de 2008 et plus tard sur France 3.

## Synopsis
Sept piñatas remplies de confiseries vivent sur une petite île aux mille couleurs. Leur mission : aller aux quatre coins du monde et faire plaisir aux enfants.

## Épisodes

### Saison 1 (2006-2007)
1. Des larmes de Crocola / Friandisité (Cocoadile Tears / Candiosity)
2. La Reine de la ruche/ À la recherche de la Lipopcorn (Queen for a Day / Chewnicorn)
3. Le Concours de danse / Le Concours de canasucre (Legs / Horstachio of a Different Color)
4. Justin Verdejus / Le Bal romantique (Whirlm with a Dream / The Crush)
5. Le Cannasucre de Troie/ Pinator (Trojan Horstachio / The Piñatas Must Be Crazy)
6. La Danse de Boubou / Bruce, un héros ? (Franklin Can't Dance / Les Saves the Day... Again)
7. L'Épidémie / Moteur, action ! (Sick Day / Lights, Camera, Action !)
8. Mongo la pinata sauvage / Fan d'Isidore (Mad Mongo / Hudson's Biggest Fan)
9. Piñata à la rescousse / Éric mon fils! (Mission : Impiñatable / My Little Fergy)
10. Ruée vers les bergamotes dorées / Le Héros à la mode (The Great Gob Rush / Hero)
11. Le Rock des bonbons / 1001 délices de gourmandises (On a Sour Note / Pig-Out Mountain)
12. La Phobie d'Éric / Éric le Brave (Piñatapartyphobia / Royal Visit)
13. Les Raisins de la colère / Le Piñaton (The Wraisins of Wrath / Piñata Island Idol)
14. Titres français inconnu (To Catch a Piñata / Invasion of the Boogie Snatchers)
15. Titres français inconnu (Candibalism / Pecky Pudgeon, Private Eye)
16. Titres français inconnu (Rocket to Nowhere / Twingersnapped!)
17. Titres français inconnu (Franklingestion / Confetti-itis)
18. Titres français inconnu (Soil and Green / I, Pretztail)
19. Titres français inconnu (Free the Piñatas / For My Next Trick)
20. Titres français inconnu (Treasure of Piñata Madre / Between a Flock and a Hard Place)
21. Titres français inconnu (High Plains Drafter / Pester's Party)
22. Titres français inconnu (Mouse Flap / Snow Place Like Home)
23. Titres français inconnu (The Abominable Jeli / Mirror Shmirror)
24. Titres français inconnu (My Pal Langston / Snail's Pace)
25. Titres français inconnu (Hudson on Hudson / Wild Horstachios)
26. Titres français inconnu (My Sweet Sours / Six Million Dollar Piñata)

### Saison 2 (2007-2009)
1. Titres français inconnu (A Terrible Tribut / Pester the Piñata)
2. Titres français inconnu (Fudge Match / Hudson's Holiday)
3. Titres français inconnu (Hudson Tells All / Langston's Jameleon Cousins)
4. Titres français inconnu (The Fudgetive / She Stomps at Night)
5. Titres français inconnu (Les the Jet Setter / Slayin'em at the Sands)
6. Titres français inconnu (The Antlers are Blowin' in the Wild / Crimes of Passion Fruit)
7. Titres français inconnu (Sumo Tsunami / Recipe for Disaster)
8. Titres français inconnu (Mr. Unbustable / Too Many Fergys)
9. Titres français inconnu (Party Parasite / Hibernation Nation)
10. Titres français inconnu (The Old Piñatas Home / Shirley Shells Out)
11. Titres français inconnu (The Transparent Trap / To Catch a Pester)
12. Titres français inconnu (My Sweet Swanana / Ella Forgets to Forget)
13. Titres français inconnu (Motivational Beak / Bringing Up Cluckle)
14. Titres français inconnu (Beauty and the Beasts / The Talented Mr. Hack)
15. Titres français inconnu (De-mock-racy / Her Royal Forgetfulness)
16. Titres français inconnu (The Wrong Stuff / Piñatametermania)
17. Titres français inconnu (Heads and Tails / Speechless)
18. Titres français inconnu (Good Clop, Bad Clop / Announce This)
19. Titres français inconnu (Ruffians On Strike / Zip it Good)
20. Titres français inconnu (Tabloid for Two / All Spun Out)
21. Titres français inconnu (Arctic Invasion / Say Uncle Hoofy)
22. Titres français inconnu (A Match Made in Court / Hudson's Better Half)
23. Titres français inconnu (Hudsonly Ever After / Hudson Who-Stachio?)
24. Titres français inconnu (The Horstachio Who Never Was / Fergy Drops Out)
25. Titres français inconnu (Variations on a Theme Park / The Amazing Hudini)
26. Titres français inconnu (Masters of Klutzfu / Superhero Hudson)

Source : TéléObs